# Territorio del Iguazú
El Territorio del Iguazú (en portugués brasileño Territorio do Iguaçu) fue un territorio federal brasileño creado el 13 de septiembre de 1943, de acuerdo con el Decreto-Ley n.º 5 812, durante el gobierno del presidente Getúlio Vargas y fue disuelto el 18 de septiembre de 1946 por la constitución de Brasil de 1946. Durante sus tres años de existencia el territorio tuvo dos gobernadores militares, João Garcez do Nascimento y Frederico Trotta.

## Historia
Con la entrada del Brasil en la Segunda Guerra Mundial el gobierno decide formar seis territorios estratégicos en la frontera del país para administrarlos directamente: Amapá, Río Branco, Guaporé, Punta Porá, Iguazú y el archipiélago de Fernando de Noronha. 
El Decreto-Ley n.º 6550, del 31 de mayo de 1944, establecía que el territorio estaba dividido en cinco municipios: Foz do Iguaçu, Clevelândia, Iguaçu, Mangueirinha y Chapecó. 
En esta época la capital del Territorio del Iguazú era la ciudad de Iguaçu, actual Laranjeiras do Sul.
La disolución del Territorio del Iguazú se debió a las disposiciones transitorias de la constitución del Brasil de 1946, en correspondencia a los pedidos de los políticos paranaenses en el ámbito de la Asamblea Nacional Constituyente.
El área del antiguo territorio del Iguazú retornó a los estados brasileños de Paraná y Santa Catarina. 
Algunos mapas muestran erradamente el antiguo territorio abarcando parte de la margen occidental del río Paraná, que hoy pertenece al estado de Mato Grosso del Sur, lo que contrastaría los textos legales que instituyeran, organizaran y disolvieran los territorios federales.

## Estado de Iguazú (propuesta)
Poco después de la extinción del Territorio Federal del Iguazú, en 1946, surgió un movimiento favorable a la reconstrucción del territorio abolido, esta vez como un nuevo estado. Esto ocurrió especialmente en ciudades donde se habían iniciado proyectos financiados por el gobierno federal, como escuelas y carreteras, pues estas obras quedaron paralizadas cuando se produjo la extinción del territorio.
La ciudad de Cascavel acabó convirtiéndose en el epicentro de difusión de la idea de crear el estado de Iguazú, liderando el llamado Pró-Criação do “Estado do Iguaçu”.